# Grace Wilsonová
Grace Margaret Wilsonová (25. června 1879 Brisbane, Queensland – 12. ledna 1957 Heidelberg, Victoria) byla vysoce postavená zdravotní sestra v australské armádě během obou světových válek. Wilsonová se narodila v Brisbane a studium na zdravotní sestru dokončila v roce 1908. Po propuknutí první světové války vstoupila do Australian Army Nursing Service (AANS) a následně byla přiřazena k First Australian Imperial Force. V roce 1925 byla jmenována vrchní sestrou AANS a v září 1940 se přidala k Second Australian Imperial Force, aby během války sloužila na Blízkém východě.

## Mládí
Narodila se dne 25. června 1879 v Jižním Brisbane v Queenslandu a chodila na dívčí základní školu Brisbane Girls Grammar School V roce 1905 započala své studium na zdravotní sestru v Brisbane Hospital. Studium zde dokončila v roce 1908. Během svého působení v nemocnici Brisbane jako první vyhrála prestižní zlatou medaili (anglicky: Gold Medal) za výtečné ošetřovatelské schopnosti. Následně odjela do Londýna, aby zde studovala na porodní asistentku v Nemocnici královny Charlotty (anglicky: Queen Charlotte's Lying-in Hospital). Později pracovala v Národní nemocnici pro ochrnuté a trpící epilepsií (anglicky: National Hospital for the Paralysed and Epileptic) v Londýně. Do Austrálie se vrátila v července 1914 a stala se vrchní sestrou v Brisbane Hospital.

## První světová válka
Po propuknutí první světové války vstoupila v říjnu 1914 do Australian Army Nursing Service Reserve a stala se vrchní sestrou 1. vojenského obvodu. Od 15. dubna 1915 byla příslušnicí First Australian Imperial Force a byla přiřazena k 3. australské všeobecné nemocnici jako vrchní sestra. Jednotka opustila Sydney dne 15. května 1915 a vydala se na cestu do Evropy.

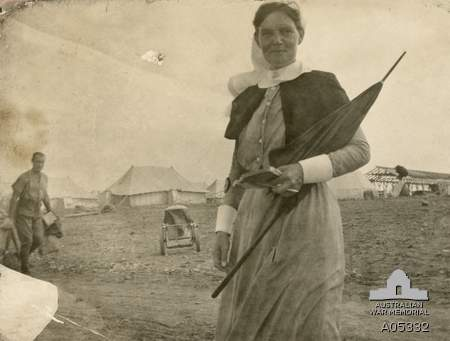
Grace Wilsonová na ostrově Lémnos během bitvy u Gallipoli, květen 1915.

Na konci června dorazila do Anglie a přestože bylo původně zamýšleno jejich nasazení ve Francii, nakonec došlo rozhodnutí o jejich nasazení na Lémnosu ve Středozemním moři, aby se zde starali o zraněné z tažení u Gallipoli. 3. australská všeobecná nemocnice opustila Anglii na počátku července 1915 a 8. srpna přistála na Lémnosu. Loď, na které cestovaly sestry, se během cesty zastavila v Alexandrii, kde se Wilsonová dozvěděla o smrti svého bratra, který byl zabit u Gallipoli. Podmínky na Lémnosu byly složité a bylo zde pouze několik zařízení pro léčbu mnoha zraněných evakuovaných od Gallipoli. Wilsonová se snažila o zlepšení situace a za svou snahu si vysloužila chválu jak od svých podřízených, tak i nadřízených důstojníků. Za svou službu byla vyznamenána Královským červeným křížem (anglicky: Royal Red Cross).
V lednu 1916 se 3. australská všeobecná nemocnice přesunula do Abbassie v Egyptě. Na konci roku 1915 a znovu na začátku 1916 ji byl nabídnut post vrchní sestry na velitelství Australian Imperial Force, ale tuto nabídku odmítla, neboť si přála zůstat u 3. australské všeobecné nemocnice. V říjnu 1916 se nemocnice přesunula do Brightonu v Anglii a zůstala zde až do dubna následujícího roku, kdy se přesunula do Abbeville ve Francii.
V září 1917 byla dočasně jmenována vrchní sestrou velitelství Australian Imperial Force v Londýně, zatímco Evelyn Conyersová byla na dovolence v Austrálii. V této funkci zůstala až do dubna následujícího roku, kdy se opět připojila k 3. australské všeobecné nemocnici. V lednu 1919 obdržela Řád britského impéria v hodnosti komandéra. V květnu 1919 došlo k rozpuštění 3. australské všeobecné nemocnice a Wilsonová byla poslána k 3. australské pomocné nemocnici v Anglii. Do Austrálie se vrátila v lednu 1920 a oficiálně přestala být příslušnicí Australian Imperial Force v dubnu téhož roku.

## Meziválečné období
Od listopadu 1920 do roku 1922 Wilsonová pracovala jako vrchní sestra v Dětské nemocnici v Melbourne (anglicky: Children's Hospital in Melbourne). Během této doby se snažila zlepšit pracovní podmínky svých sester a zajistila také minimální mzdu pro sestry ve výcviku. V roce 1922 opustila svou funkci v dětské nemocnici a otevřela svou vlastní nemocnici ve východním Melbourne. V roce 1925 se stala vrchní sestrou Australian Army Nursing Service (šlo o rezervní post na částečný úvazek) a o čtyři roky později získala Medaili Florence Nightingalové. V lednu 1933 se stala vrchní sestrou v The Alfred Hospital. V roce 1937 opětovně odcestovala do Londýna, aby zde vedla kontingent AANS na ceremonii při korunovaci krále Jiřího VI.

## Druhá světová válka
Po vypuknutí druhé světové války v září 1939 byla opět povolána do aktivní služby a opustila tak svou pozici v nemocnici The Alfred Hospital. Sloužila ve štábu Director-General of Medical Services generálmajora Ruperta Downese v armádním velitelství jako armádní vrchní sestra. V září 1940 se stala příslušnicí Second Australian Imperial Force a sloužila jako vrchní sestra na Blízkém východě. Zde zůstala do května 1941, kdy onemocněla a musela se vrátit do Austrálie, kam dorazila v srpnu a o měsíc později opustila řady Australian Imperial Force. Na jejím místě ji nahradila Annie Sageová. 15. září 1943 pak byla jmenována výkonným důstojníkem v Department of Manpower Directorate (Victoria)'s nursing control section. V této roli kontrolovala personální obsazení všech nemocnic ve státě Victoria. Během této doby řídila štáb sestávající ze 4 kvalifikovaných sester a 11 administrativních pracovníků.

## Důchod

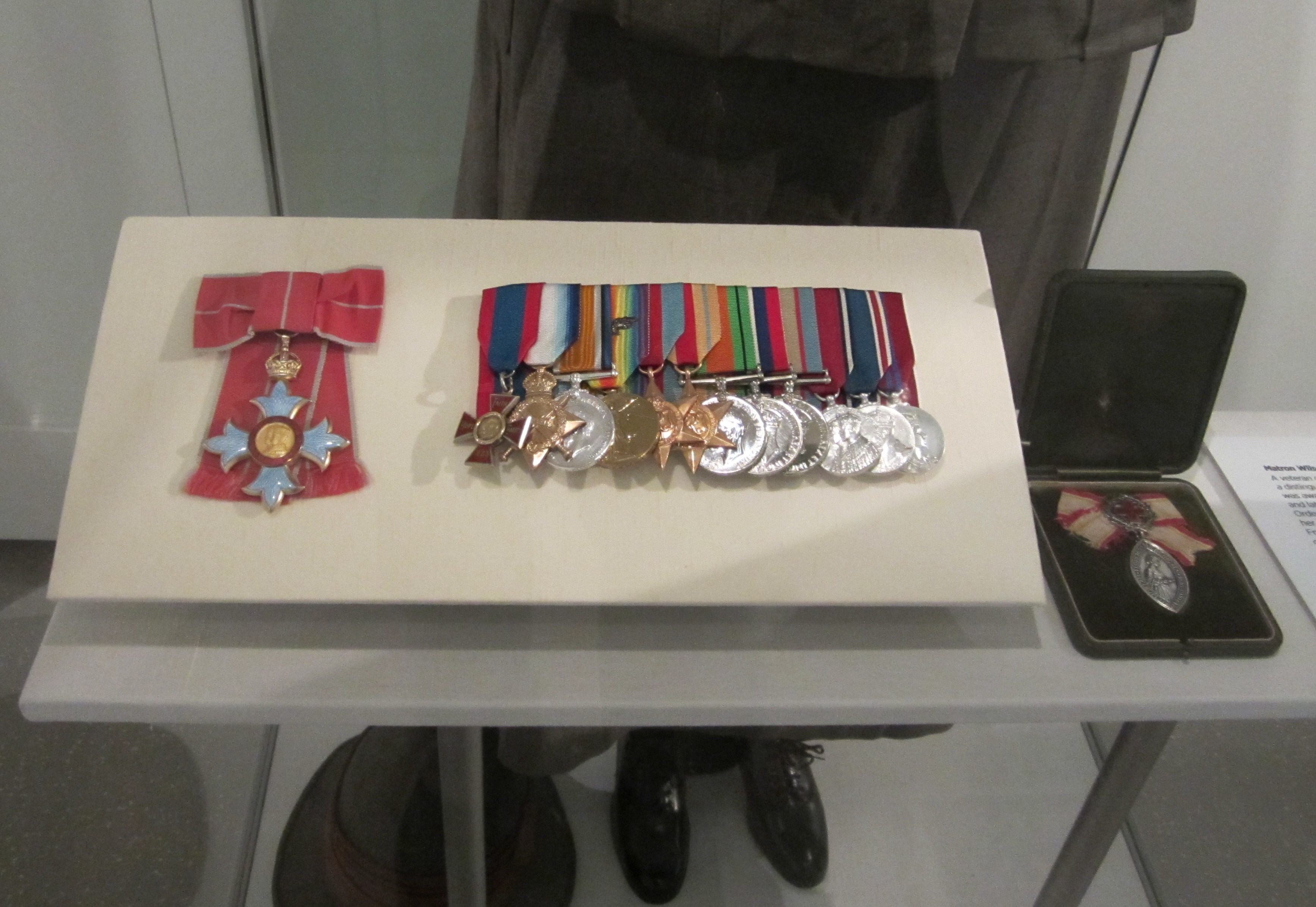
Medaile, které patřily Wilsonové na výstavě v Australian War Memorial.

Po skončení druhé světové války odešla do důchodu, ale i nadále se působila v mnoha organizací jako dobrovolník. Dočkala se také vysokých ocenění od mnoha ošetřovatelských organizací. 12. ledna 1954 se pak v Londýně provdala za Roberta Wallace Bruce Campbella. Zemřela ve Všeobecné nemocnici pro veterány (anglicky: Repatriation General Hospital) v Heidelbergu ve Victorii dne 12. ledna 1957. Dostalo se ji cti být pohřbena se všemi vojenskými poctami.
V roce 2014 byly všechny její medaile a uniforma z první světové války umístěny do stálé exhibice v Australian War Memorial (česky: Australský válečný památník).
Její osudy za první světové války se dočkaly zfilmování v televizní minisérii z roku 2014 vysílané pod názvem "Děvčata z ANZACU" (ANZAC Girls), ve které ji ztvárnila Caroline Craigová.